# Plautian

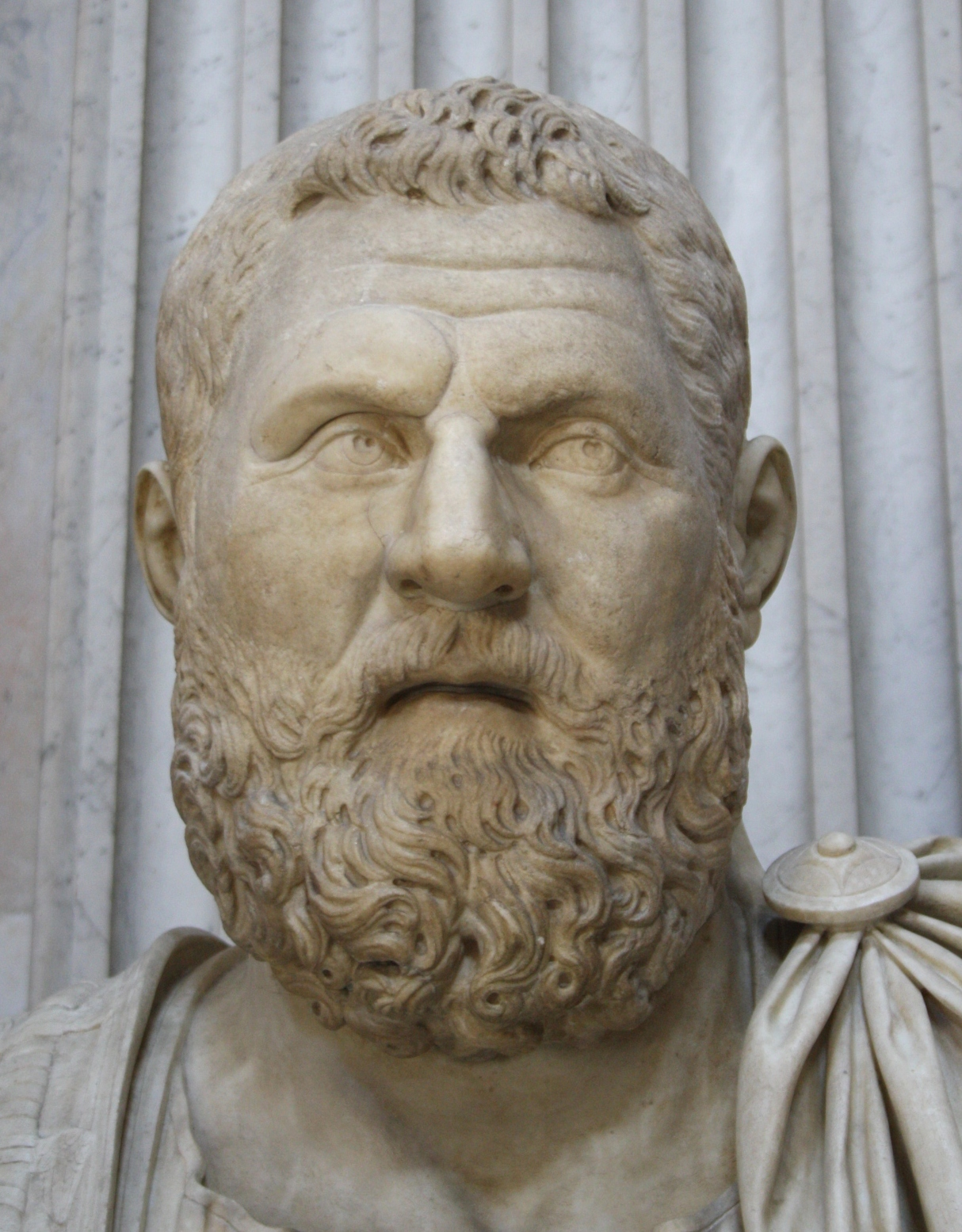
Büste des Plautian

Plautian († 22. Januar 205 in Rom), mit vollem Namen Gaius Fulvius Plautianus, war ein römischer Prätorianerpräfekt zur Zeit des Kaisers Septimius Severus und Schwiegervater von dessen Sohn Caracalla. Durch das Vertrauen des Kaisers erlangte er eine außergewöhnliche Machtstellung. Er unterlag aber im Machtkampf mit Caracalla, der ihn ermorden ließ. 

## Leben

### Herkunft und Aufstieg
Plautian war ein Nordafrikaner niedriger Herkunft. Er stammte aus Leptis Magna, der Heimatstadt des Septimius Severus, mit dem er eng befreundet und wohl auch verwandt war. Wahrscheinlich gehörte er zur Familie von Severus’ Mutter Fulvia Pia. Er ist wohl mit einem Mann – offenbar einem Prokurator – gleichzusetzen, dessen Name als „Fluvius“ überliefert ist (anscheinend ein Schreibfehler). Dieser Prokurator wurde nach den Angaben des Geschichtsschreibers Cassius Dio von dem künftigen Kaiser Pertinax, als dieser die Provinz Africa als Prokonsul verwaltete (188–189), wegen Bestechlichkeit vor Gericht gestellt und verurteilt; später erhielt er aber von Pertinax, als dieser 193 kurze Zeit Kaiser war, ein wichtiges Amt, angeblich aus Gefälligkeit für Severus. Von einer Verurteilung Plautians „wegen Aufruhrs und vieler anderer Vergehen“ berichtet der Geschichtsschreiber Herodian.
Plautian begann seine Laufbahn in Rom als römischer Ritter. Anscheinend erhielt er – vielleicht schon unter Kaiser Commodus oder unter Pertinax – das Amt des praefectus vehiculorum, übernahm also Verwaltungsaufgaben im Bereich des Verkehrs- und Transportwesens. Vermutlich wurde er anschließend procurator XX hereditatium, war also für die Eintreibung der Erbschaftssteuer zuständig. Danach – vielleicht schon 193 unter Pertinax oder unter dessen Nachfolger Didius Julianus, spätestens 195 unter Septimius Severus – erlangte er das Amt des praefectus vigilum, des Kommandanten der stadtrömischen Feuerwehr und Sicherheitspolizei.

### Rolle als Prätorianerpräfekt
Im Bürgerkrieg zwischen Severus und dem Gegenkaiser Pescennius Niger erhielt Plautian 193 den Auftrag, die Söhne des Gegenkaisers festzunehmen. Spätestens im Juni 197, vermutlich schon 195 oder 196 wurde Plautian zum Prätorianerpräfekten ernannt. Obwohl er kein Senator war, erhielt er ehrenhalber die ornamenta consularia (Rangabzeichen eines Konsulars). Er begleitete den Kaiser auf Feldzügen und Reisen.  
Da Plautian das volle Vertrauen des Severus besaß, stieg er zu ungeheurer Macht auf und erwarb sich großen Reichtum, der zum Teil aus dem Ölhandel stammte. Zum Verwalter seines Vermögens machte er den späteren Kaiser Macrinus, der ebenfalls Nordafrikaner war. Plautian erhielt den Titel vir clarissimus („hochangesehener Mann“), der eigentlich Angehörigen des Senatorenstandes vorbehalten war, wurde also ehrenhalber in den senatorischen Rang erhoben, doch bedeutete diese Ehrung keine Aufnahme in den Senat. Er ließ seinen Amtskollegen Quintus Aemilius Saturninus töten, so dass er fortan alleiniger Prätorianerpräfekt war. Dieses Amt behielt er bis zu seinem Tod.
Den Höhepunkt seiner Macht erreichte Plautian, als infolge seines großen Einflusses auf den Kaiser seine Tochter Fulvia Plautilla mit Caracalla, dem älteren der beiden Kaisersöhne, verlobt und im Jahr 202 vermählt wurde, obwohl Caracalla, der Plautian als Rivalen betrachtete und hasste, dies nicht wollte. Hinzu kam, dass Plautian in den Senat aufgenommen wurde; seine Familie wurde nun den patrizischen zugezählt. Auch als Senator blieb er weiterhin Prätorianerpräfekt, obwohl dieses Amt ritterlich war. Kein Prätorianerpräfekt hatte jemals zuvor eine solche Machtstellung errungen. Cassius Dio, ein entschiedener Gegner Plautians, beschreibt seine Macht als kaiserähnlich und beschuldigt ihn sexueller Ausschweifungen.
Plautian konnte sogar den Einfluss der Kaiserin Julia Domna, mit der er verfeindet war, zurückdrängen. Er behandelte sie respektlos, sammelte angebliches Belastungsmaterial, mit dem er ihr einen unanständigen Lebenswandel nachweisen wollte, und intrigierte beim Kaiser gegen sie. Dadurch wurde sie in die Defensive gedrängt und sah sich zeitweilig zu einer zurückgezogenen Lebensweise gezwungen.
Im Jahr 203 wurde Plautian zusammen mit dem Bruder des Kaisers, Publius Septimius Geta, ordentlicher Konsul. Außerdem amtierte er als Pontifex. Viele Statuen wurden ihm errichtet, auch in Rom und auf Beschluss des Senats; nach Cassius Dios Angaben waren sie zahlreicher und teils größer als die Kaiserstatuen.

### Sturz
Nach einer vorübergehenden Verstimmung des Severus wegen der allzu zahlreichen Statuen des Präfekten brachte schließlich der Machtkampf mit Caracalla Plautian zu Fall. Caracalla fädelte eine Intrige ein. Dabei bediente er sich der Hilfe seines einstigen Erziehers Euodus. Euodus veranlasste drei Centurionen, Plautian eines Mordplans gegen Severus und Caracalla zu bezichtigen; sie behaupteten, der Präfekt habe sie und sieben weitere Centurionen zu dem Attentat angestiftet. Es gelang, Severus davon zu überzeugen, dass Plautian ein solches Mordkomplott im Sinn habe. Darauf wurde Plautian am 22. Januar 205 in den Palast zitiert, wo er in Anwesenheit des Kaisers auf Befehl Caracallas getötet wurde, ohne sich zuvor verteidigen zu können. Die Leiche wurde vom Kaiserpalast herunter auf die Straße geworfen und erst später auf Befehl des Kaisers bestattet. Einige der Vertrauten des Gestürzten wurden hingerichtet.
Plautian verfiel der damnatio memoriae (Auslöschung des Andenkens), seine Statuen wurden zerstört, sein Name wurde auf Inschriften getilgt. Kein sicher identifizierbares Bildnis des Präfekten ist erhalten geblieben. Sein Sohn Gaius Fulvius Plautus Hortensianus und seine Tochter wurden nach Lipari verbannt und 211 auf Befehl Caracallas getötet. Sein Besitz wurde konfisziert; er war so umfangreich, dass zur Verwaltung ein besonderer Prokurator eingesetzt wurde. Zu den konfiszierten Besitztümern gehörte Plautians geräumiges Haus auf dem Quirinal, das archäologisch identifiziert werden konnte.